# كيث ويبر
كيث ويبر (بالإنجليزية: Keith Weber)‏ هو لاعب كرة قاعدة أمريكي، ولد في 27 أبريل 1942، وتوفي في 18 فبراير 2011 بسبب سرطان الكلية.

## وصلات خارجية
- كيث ويبر على موقعبيزبول رفرنس.كوم (الدوري الثانوي) (الإنجليزية)
- كيث ويبر على موقع أوليمبيديا (الإنجليزية)
- كيث ويبر على موقع قاعة ميسوري للمشاهير الرياضية (الإنجليزية)